# Walter Swinburn
Walter Robert John Swinburn, född 7 augusti 1961 i Oxford i England, död 12 december 2016 i London i England, var en brittisk jockey och galopptränare.

## Karriär

### Jockey
Swinburn föddes i Oxford som enda son till Wally Swinburn, som blev irländsk jockeychampion 1976 och 1977 och var den första jockeyn som tog över 100 segrar under en säsong i Irland. Swinburn fick smeknamnet "The Choirboy", och tog sin första seger med hästen  Paddy's Luck den 12 juli 1978. Som jockey kom han att bli mest känd för att ha ridit Shergar i segern i Epsom Derby 1981, med en segermarginal på 10 längder. Swinburn kom att vinna derbyt ytterligare två gånger.
Tillsammans med All Along tog han flera internationella segrar, bland annat i Prix de l'Arc de Triomphe i Frankrike och Washington, D.C. International, Canadian International Stakes och Turf Classic i Nordamerika. 1996 red han Pilsudski till seger i Breeders' Cup Turf och Grosser Preis von Baden.
Swinburn tillbringade fyra dagar i koma efter ett fall 1996, något som tros ha utvecklat hans epilepsi. Han pensionerade sig som jockey 2000.

### Tränare
Efter att ha pensionerat sig som jockey efter att ha segrat i flera grupp 1-löp, började Swinburn arbeta som galopptränare 2004, och drev då Walter Swinburn Racing Stables på Church Farm i Aldbury, Tring, Hertfordshire. I slutet av 2011 avslutade Swinburn sin karriär som tränare.

## Privatliv
Swinburn gifte sig med Alison Harris, dotter till den pensionerade galopptränaren Peter Harris 2002. Tillsammans fick de två döttrar. Familjen bodde i Stocks House i Aldbury, ett golfhotell som Harris köpt 2004 och gjort om till bostad.
Swinburn avled i London den 12 december 2016 vid 55 års ålder. Rapporter att han skulle avlidit av ett fall från ett badrumsfönster framkom, och rättsläkaren angav dödsorsaken som en olycka.